# 薩馬蒂吉拉省
9°49′N 7°34′W / 9.817°N 7.567°W

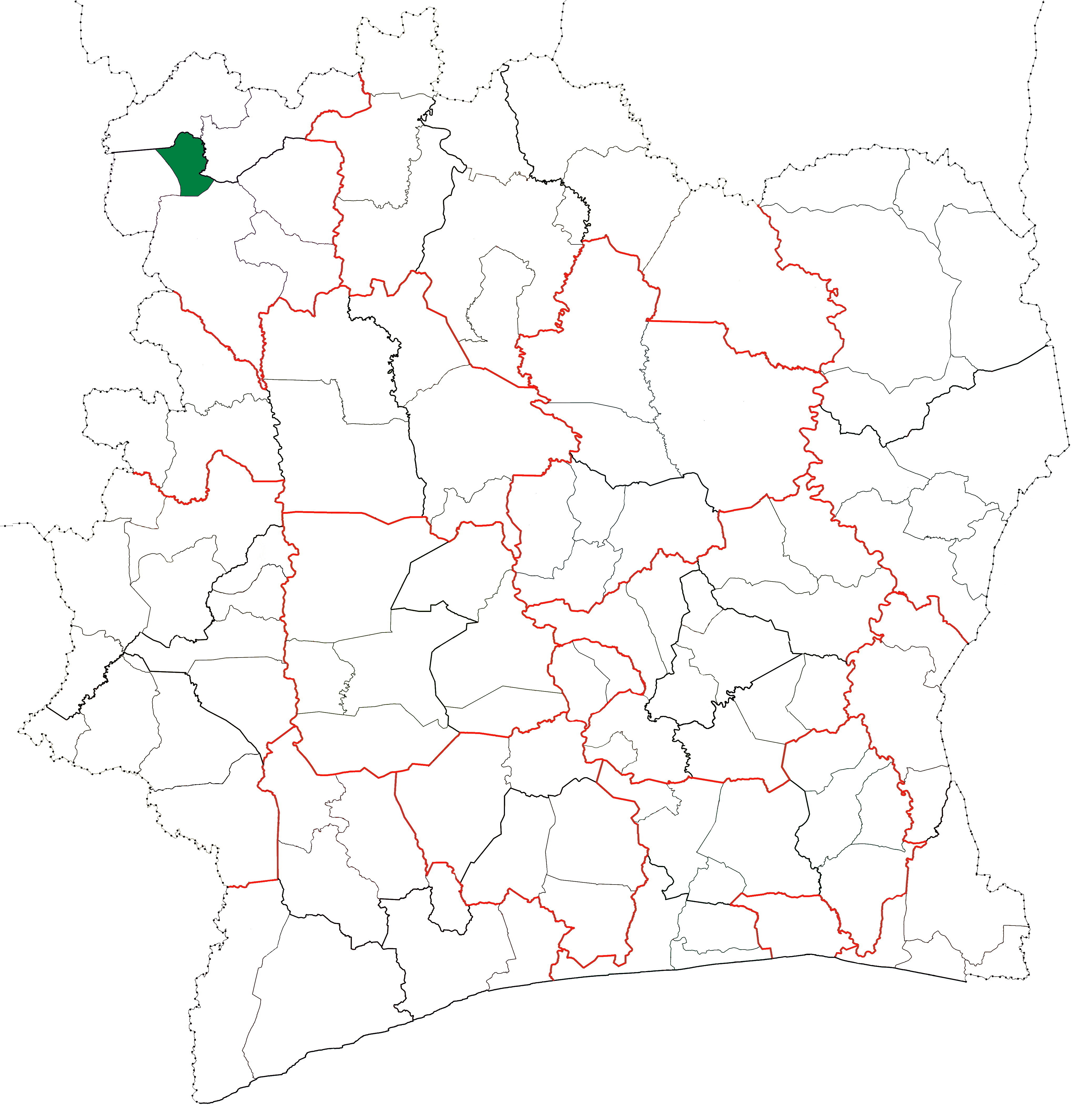

薩馬蒂吉拉省（Samatiguila Department），是科特迪瓦的省份，位於該國西北部登蓋萊區，由卡巴杜古大區負責管轄，西面是格貝萊班省，成立於2009年，2014年人口17,483。